# Route 105 (Nouvelle-Écosse)
Pour les articles homonymes, voir Route 105.
La route 105 est une route de la Nouvelle-Écosse, faisant partie de la Route transcanadienne. Parcourant une distance de 142 km (88 mi), elle relie Port Hastings à Sydney (North Sydney plus précisément).

## Description du tracé
De Port Hastings, la route 105 traverse la vallée centrale du Cap Breton dans la direction, nord / nord-est. Elle suit ensuite la rive nord de la baie de Whycocomagh et du Lac Bras d'Or en traversant les villes de Whycocomagh, de Nyanza et de Baddeck. Elle traverse ensuite le Aulds Cove sur le Seal Island Bridge pour aller sur l'Île Boularderie. De ce point, elle se dirige vers l'est jusqu'à North Sydney, après avoir croisé la route 125 en direction de Sydney. Elle se termine au traversier vers Terre-Neuve-et-Labrador (Channel-Port-aux-Basques et Argentia).
La route 105 est l'une des deux alternatives pour se rendre à Sydney depuis le centre de la Nouvelle-Écosse, l'autre étant de suivre la route 104 et la route 4 depuis Port Hawkesbury.
De plus, la route 105 ne possède que deux échangeurs, un avec la route 125, l'autre étant à Baddeck.

## Histoire
La route 105 était autrefois numérotée route 5. La route 5 suivait le même tracé que l'actuelle route 105, et des routes route 205 et route 305. La numéro 105 fut instauré en 1970.

## Liste des sorties
| Comté                                                        | Ville                 | km     | Sortie                                                                                                   | Destinations | Notes |
| ------------------------------------------------------------ | --------------------- | ------ | --- | --- | --- |
| Inverness                                                    | Port Hastings         | 0,00   | 1 | Route 104 ouest / Route 4 ouest – Chaussé de Canso, Antigonish Route 4 est vers Route 104 est – Port Hawkesbury, Saint-Pierre, Sydney Route 19 nord – Inverness, Port Hood, Margaree Forks | Carrefour giratoire; sortie 41 de la Route 104; la route transcanadienne transfère sur la Route 104; terminus sud de la Route 19 |
| Inverness                                                    | Kingsville            | 18,00  | 2 | Riverside Road – Cleveland | Intersection à niveau |
| Inverness                                                    | Melford               | 30,80  | 3 | River Denys Road | Intersection à niveau |
| Inverness                                                    | Iron Mines            | 42,60  | 4 | Orangedale, Marble Mountain, Iona | |
| Inverness                                                    | Whycocomagh           | 47,60  | 5 | Route 252 vers Route 395 – Mabou, Lake Ainslie | Carrefour giratoire |
| Victoria                                                     | Aberdeen              | 58,60  | 6 | Route 223 sud – Little Narrows, Grand Narrows, Iona | Intersection à niveau; terminus nord de la Route 223                                                                             |
| Victoria                                                     | Nyanza                | 75,70  | 7 | Piste Cabot (Route 30) vers Route 19 – Margaree Forks, Chéticamp,Inverness | Intersection à niveau; route 30 non-indiquée, terminus ouest du multiplex avec la Piste Cabot                                    |
| Victoria                                                     | Baddeck               | 83,70  | 8 | Route 205 est – Baddeck | Intersection à niveau; terminus ouest de la Route 205                                                                            |
| Victoria                                                     | Baddeck               | 85,60  | 9 | Vers Route 205 est – Baddeck | Échangeur |
| Victoria                                                     | MacAuleys Hill        | 94,60  | 10 | Route 205 ouest – Baddeck | Intersection à niveau; terminus est de la Route 205                                                                              |
| Victoria                                                     | St. Anns              | 103,40 | 11 | Piste Cabot (Route 30) – Ingonish | Intersection à niveau; route 30 non-indiquée, terminus est du multiplex avec la Piste Cabot                                      |
| Victoria                                                     | Englishtown           | 107,50 | 12 | Route 312 nord – Englishtown ferry, Ingonish | Terminus sud de la Route 312 |
| Victoria                                                     |                       | 118,70 | Sea Island Bridge au-dessus du Canal Bras d'Or                                                           | Sea Island Bridge au-dessus du Canal Bras d'Or | Sea Island Bridge au-dessus du Canal Bras d'Or                                                                                   |
| Victoria                                                     | Big Bank              | 120,10 | 13 | Kempt Head, Ross Ferry | Intersection à niveau |
| Victoria                                                     | Boularderie East      | 122,00 | 14 | Big Bras d'Or, Black Rock | Intersection à niveau |
| Cap-Breton                                                   | New Dominion          | 126,30 | 15 | St. James Road | Intersection à niveau |
| Cap-Breton                                                   | Millville Boularderie | 132,20 | 16 | Millville, Big Bras d'Or | Intersection à niveau |
| Cap-Breton                                                   | Bras d'Or             | 134,90 | 17 | Route 162 nord (Prince Mine Road) | Intersection à niveau; terminus sud de la Route 162                                                                              |
| Cap-Breton                                                   | Bras d'Or             | 136,00 | Traverse le Canal St. Andrews                                                                            | Traverse le Canal St. Andrews | Traverse le Canal St. Andrews |
| Cap-Breton                                                   | Bras d'Or             | 136,40 | 18 | Route 305 est – Alder Point | Intersection à niveau; terminus ouest de la Route 305                                                                            |
| Cap-Breton                                                   | Florence              | 137,80 | 19 | Park Road – Florence | Intersection à niveau |
| Cap-Breton                                                   | Sydney Mines          | 139,10 | 20 | Route 125 est / Main Street – Sydney, Glace Bay, Louisbourg | Indiqué sortie 20E (est) et 20W (ouest); sortie 1 de la Route 125; terminus ouest de la Route 125                                |
| Cap-Breton                                                   | North Sydney          | 141,80 | 21 | Route 305 (Queen Street) – Alder Point | Échangeur |
| Cap-Breton                                                   | North Sydney          | 141,80 | Quai de traversier de North Sydney                                                                       | | |
| Détroit de Cabot                                             | Détroit de Cabot      |        | Traversier de Marine Atlantique vers Channel-Port aux Basques (à l'année) et Argentia (juin à septembre) | Traversier de Marine Atlantique vers Channel-Port aux Basques (à l'année) et Argentia (juin à septembre)                                                                                   | Traversier de Marine Atlantique vers Channel-Port aux Basques (à l'année) et Argentia (juin à septembre)                         |
| Détroit de Cabot                                             | Détroit de Cabot      | —      | Route 1 est – Corner Brook, Saint-Jean                                                                   | Continue à Terre-Neuve-et-Labrador | |
| - Terminus de multiplex - Accès payant - Transition de route |                       |        | | | |